# One Direction
Gli One Direction (IPA: [wɐn dəˈɹɛk.ʃən]) sono stati una boy band di origini anglo-irlandese formata da Niall Horan, Liam Payne,  Harry Styles, Louis Tomlinson e Zayn Malik.
Hanno firmato un contratto con l'etichetta discografica Syco di Simon Cowell e, dopo essersi formati come gruppo, sono arrivati terzi nella settima edizione del talent show The X Factor nel 2010. Diventati famosi a livello mondiale, anche grazie al supporto dei social network, hanno pubblicato cinque album: Up All Night, Take Me Home, Midnight Memories, Four e Made in the A.M. (rispettivamente nel 2011, nel 2012, nel 2013, nel 2014 e nel 2015); gli album sono arrivati nelle prime dieci posizioni delle principali classifiche musicali, assieme a quindici singoli, tra i quali What Makes You Beautiful, Live While We're Young, Best Song Ever, Story of My Life, Steal My Girl e Drag Me Down.
Spesso visti come parte formante di una nuova British invasion simile a quella degli anni Sessanta negli Stati Uniti d'America, il gruppo ha venduto in totale circa 50 milioni di registrazioni, da quanto detto dalla compagnia-manager della band, Modest! Management. I loro premi includono quattro BRIT Award e quattro MTV Video Music Awards. Stando a quanto detto da Nick Garfield, presidente e capo esecutivo di Sony Music, gli One Direction hanno avuto un business da circa 50 milioni di dollari a partire dal giugno del 2012. Nel 2012 sono stati proclamati "Top New Artist" dalla rivista statunitense Billboard. Nel 2014, secondo una lista stilata dal The Sunday Times, gli One Direction sarebbero la boy band più ricca della storia della musica britannica, con un patrimonio di circa 14 milioni di sterline a testa, per un totale di 70 milioni; solo nel 2013, fra tour, dischi venduti e altre attività commerciali legate al loro lavoro, il gruppo avrebbe incassato più di 45 milioni di sterline.
Della boy band faceva parte all'inizio anche Zayn Malik, che il 25 marzo 2015 ha lasciato ufficialmente il gruppo per continuare la sua carriera come cantante solista. I restanti componenti hanno comunque proseguito il tour mondiale e inciso un album nello stesso anno, Made in the A.M..

## Storia del gruppo

### The X Factor(2010)

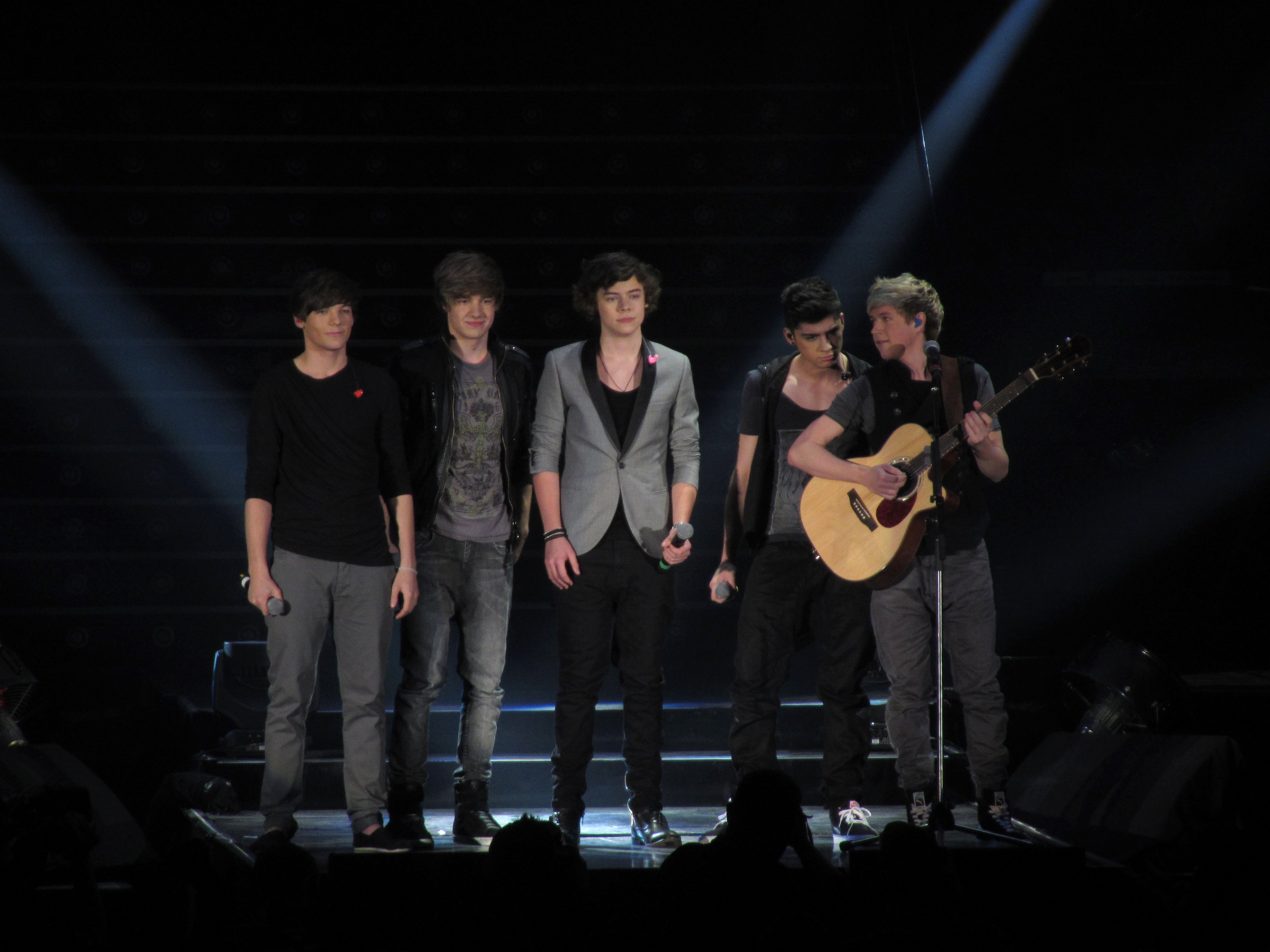
Gli One Direction durante lX Factor Tour nel 2011.

Nel 2010 Louis Tomlinson, Liam Payne, Harry Styles, Zayn Malik e Niall Horan hanno partecipato alle audizioni come solisti alla settima edizione del programma The X Factor cantando rispettivamente Hey There Delilah, Cry Me a River, Isn't She Lovely?, Let Me Love You e So Sick; superarono il provino ma non riuscirono a qualificarsi per la categoria "Ragazzi" ai Bootcamp. I giudici Nicole Scherzinger e Simon Cowell ebbero l'idea di unire i cinque in una band ammettendoli alla competizione per la categoria "Gruppi" di Simon agli Home Visit finali.
Senza mai andare al ballottaggio, arrivarono alla puntata finale del talent show (dove duettarono con Robbie Williams sulle note di She's the One) classificandosi terzi, alle spalle di Rebecca Ferguson (secondo posto) e Matt Cardle (primo posto).

### Up All Night(2011-2012)
A seguito di X Factor gli One Direction hanno firmato un contratto discografico da 2 milioni di sterline con la Syco Records. Gli One Direction e nove altri concorrenti dello show hanno partecipato al Tour di X Factor in diretta da febbraio ad aprile del 2011. Hanno pubblicato il loro album di debutto con Savan Kotecha e hanno pubblicato il loro singolo di debutto What Makes You Beautiful in data 19 agosto 2011. La canzone ha battuto il record di pre-ordine di vendite per la Sony Music. È entrata nella Official Singles Chart al n.1 con 153 965 copie vendute nella prima settimana. Gli One Direction hanno pubblicato il loro secondo singolo Gotta Be You il 13 novembre 2011, che ha raggiunto la posizione numero tre della classifica del Regno Unito. Il singolo è stato seguito dal loro primo album in studio, Up All Night il 21 novembre. L'album contiene canzoni scritte da Kelly Clarkson ed Ed Sheeran. L'album ha raggiunto la posizione numero due nella Official Albums Chart, vendendo 138 631 copie, è stato l'album di debutto più venduto nella Official Albums Chart del 2011 con 468 000 copie vendute. L'album ha raggiunto la top ten in diciannove altri paesi.

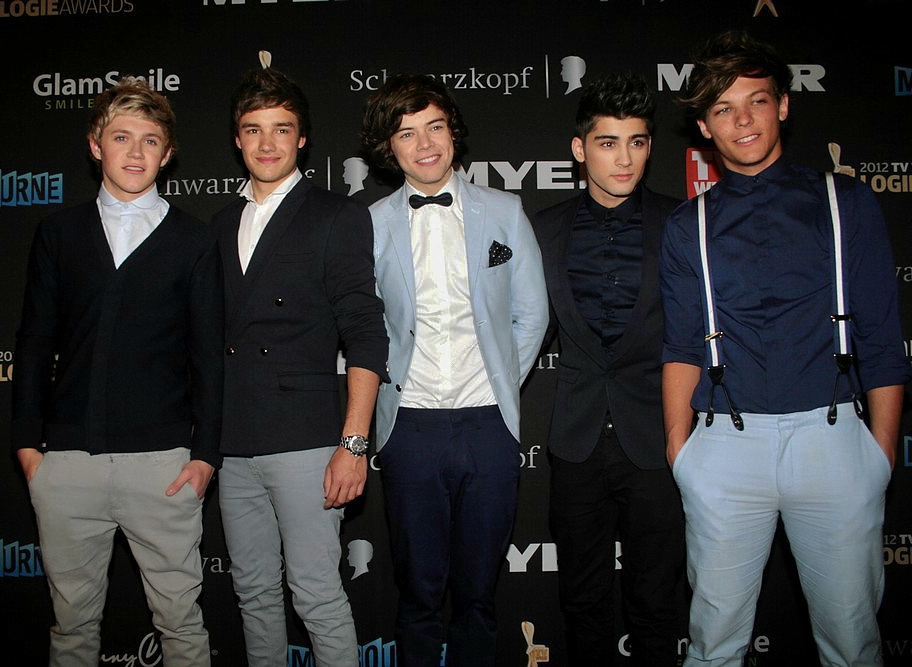
Gli One Direction a Melbourne per i TV Week Logie Awards 2012.

Il 26 settembre 2011, gli One Direction hanno annunciato il loro tour inglese, l'Up All Night Tour, previsto per il dicembre 2011 e gennaio 2012. Il 9 novembre 2011, gli One Direction hanno anche rivelato che sarebbero stati in tour negli Stati Uniti con i Big Time Rush da febbraio a marzo del 2012. Il 6 gennaio 2012, hanno pubblicato il loro terzo singolo One Thing, come singolo promozionale in vari paesi europei ed è stato pubblicato nel Regno Unito il 13 febbraio 2012. Nel Regno Unito, One Thing ha raggiunto la posizione numero nove. Il 21 febbraio 2012, hanno partecipato ai Brit Awards 2012, ricevendo il Brit Award per il "Best British Single". Durante il discorso di premiazione tenuto dagli One Direction per il loro Brit Award, Liam Payne ha annunciato il loro Arena Tour nel 2013, nel Regno Unito e Irlanda.
Il 17 febbraio 2012 hanno partecipato come ospiti al Festival di Sanremo, cantando What Makes You Beautiful. Sempre nel 2012 hanno vinto tre premi ai Teen Choice Awards: miglior gruppo emergente, miglior canzone d'amore (per What Makes You Beautiful) e miglior gruppo dell'estate. Non potendo prendere parte alla cerimonia, gli One Direction hanno inviato un video in cui ringraziavano calorosamente i fan e i Teen Choice Award; nel video i cinque componenti del gruppo tentavano invano di costruire una tavola da surf, in quanto i premi dei Teen Choice Award sono tutti a forma di tavola da surf.
Gli One Direction hanno firmato un contratto discografico con la Columbia Records negli Stati Uniti. L'album è stato originariamente fissato per la pubblicazione in Nord America il 23 marzo 2012 tramite la Columbia Records, ma è stato riprogrammato con un comunicato una settimana prima, il 13 marzo 2012, in cui la Columbia Records ha dichiarato: "A causa della forte domanda dei fan, il loro album di debutto sarà pubblicato una settimana prima, il 13 marzo 2012". What Makes You Beautiful è stato pubblicato negli Stati Uniti il 14 febbraio 2012 ed ha raggiunto la posizione n.28 nella classifica Billboard Hot 100. Il 21 marzo 2012, Up All Night è andato dritto al n.1 della classifica Billboard 200, vendendo 176 000 copie nella prima settimana, che hanno reso gli One Direction il primo gruppo inglese a debuttare al numero uno con il loro primo album.
Il 12 agosto 2012, si sono esibiti alla cerimonia di chiusura delle Olimpiadi di Londra.

### Take Me Home(2012-2013)

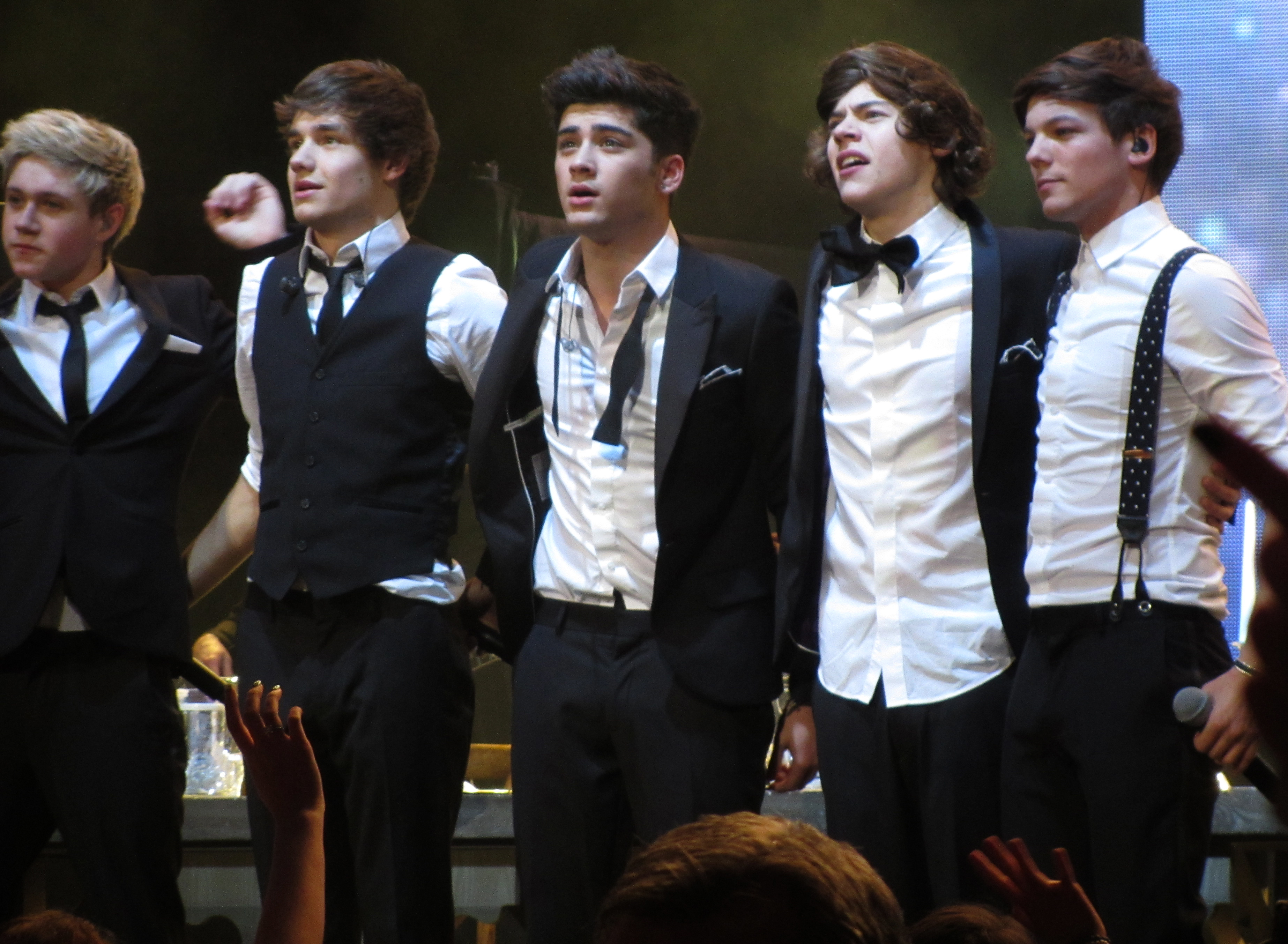
Gli One Direction in concerto a Glasgow nel 2012 per lUp All Night Tour.

Il 20 settembre 2012 è stato pubblicato il video del singolo Live While We're Young, eseguita per la prima volta in pubblico il 1º novembre ad X Factor. La canzone, di cui è stata aperta la vendita il 28 settembre 2012, ha venduto nella sola prima settimana circa 341 000 copie, entrando direttamente anche al terzo posto della classifica statunitense; il singolo ha anticipato l'uscita del secondo album del gruppo Take Me Home, uscito il 13 novembre 2012 debuttando nella classifica italiana, ed in altri 32 paesi, direttamente alla numero 1 e vendendo nella prima settimana un milione di copie. Il secondo singolo, Little Things, è uscito il 29 ottobre 2012; per il mercato statunitense è stato invece scelto il brano Kiss You, uscito il 16 novembre. Il video del brano è uscito il 7 gennaio 2013 ed è stato poi pubblicato come terzo singolo negli altri Paesi l'8 febbraio.
Il 17 febbraio 2013 è uscito il singolo One Way or Another (Teenage Kicks) per raccogliere fondi per l'associazione benefica Comic Relief. La canzone è un mash-up dei brani One Way or Another dei Blondie e di Teenage Kicks dei The Undertones, e il video è uscito il 21 febbraio 2013.
Il 23 febbraio è cominciato il Take Me Home Tour, costituito da circa 120 date tra Europa, Nord America, Oceania ed Asia, si è concluso il 30 ottobre 2013.

### Midnight Memories(2013-2014)

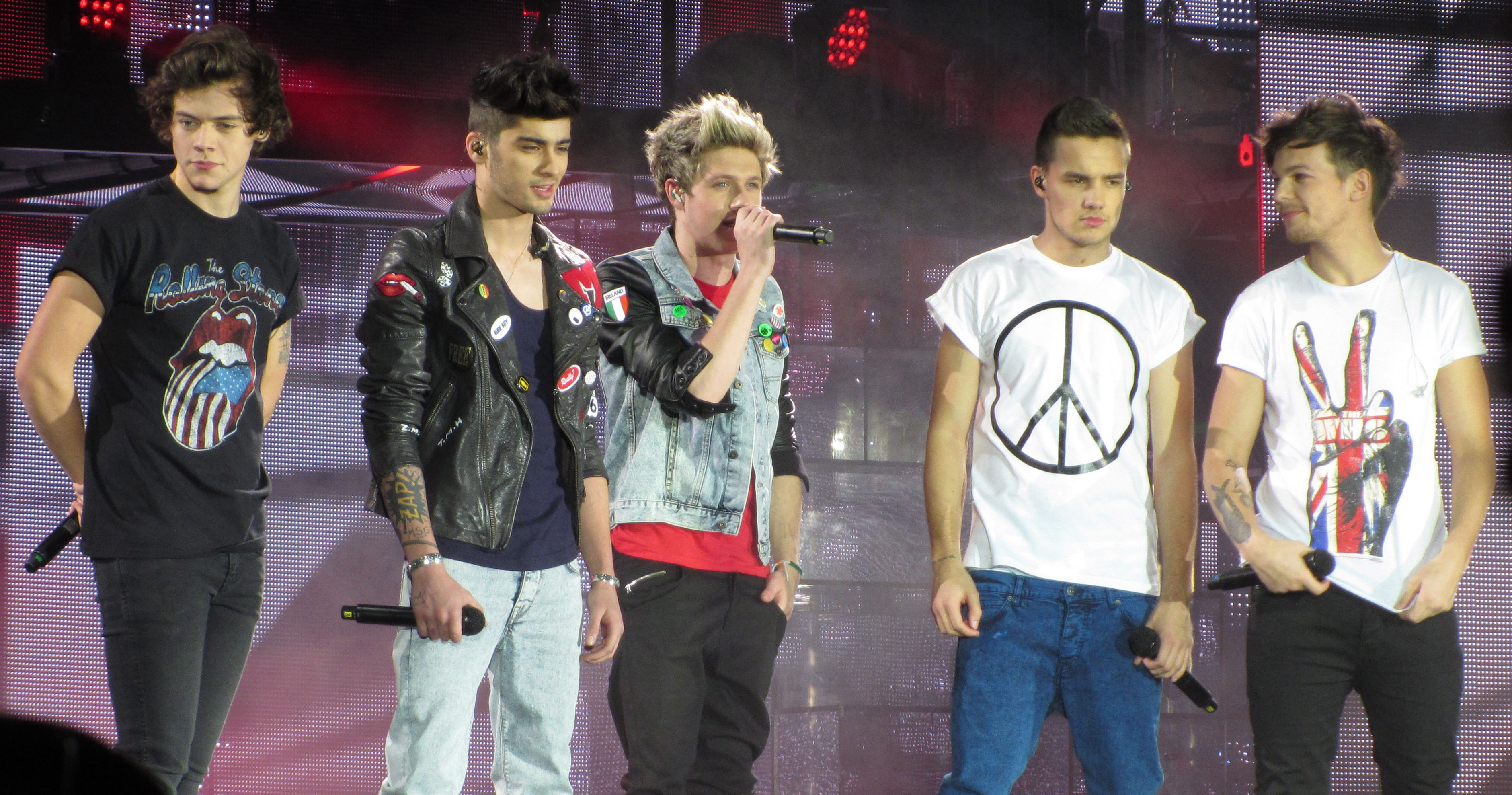
Gli One Direction in concerto a Glasgow nel 2013 per il Take Me Home Tour.

Il 16 maggio 2013 il gruppo ha annunciato un tour negli stadi di tutto il mondo, a partire dalla primavera dell'anno successivo, detenendo così il primato come prima band sotto i 30 anni a fare un tour degli stadi (il Where We Are Tour inizierà poi il 25 aprile 2014 a partire dal Sud America).
Il 19 luglio 2013 è stato pubblicato in anticipo l'audio del singolo Best Song Ever, il cui video è stato pubblicato il 22 luglio 2013, per la promozione del film-documentario One Direction: This Is Us, distribuito nei cinema internazionali a partire dal 29 agosto. Il singolo è il primo estratto del terzo album Midnight Memories, uscito il 25 novembre 2013.
Il 2 ottobre 2013 hanno annunciato con un video su YouTube il 1D DAY, un evento globale di streaming di 7 ore di diretta che si è tenuto il 23 novembre. Alla diretta hanno preso parte ospiti come Robbie Williams, Simon Cowell, McFly, Céline Dion, Katy Perry, Nicole Scherzinger; inoltre sono stati mandati in onda filmati inediti della band e video tributi dei fans. Il 25 ottobre 2013 è stato pubblicato in anticipo l'audio del secondo singolo estratto, Story of My Life, poi pubblicata ufficialmente il 28 ottobre ed eseguita il 12 dicembre 2013 alla finale di X Factor 7, ospiti per la seconda volta. Al termine del 2013, la band viene nominata tra le 20 celebrità che hanno avuto un reale impatto con le loro azioni di generosità dall'organizzazione mondiale DoSomething, che si occupa di organizzare e promuovere campagne di beneficenza a livello internazionale. Il 31 gennaio 2014 viene pubblicato il video del brano Midnight Memories, quarta traccia e secondo singolo tratto dall'album omonimo. Hanno inoltre partecipato alla seconda versione del video di Talk Dirty di Jason Derulo. L'11 aprile 2014 hanno annunciato tramite il canale ufficiale di YouTube, il terzo singolo You & I, il cui video, diretto da Ben Winston, è stato pubblicato il 18 aprile 2014.
Il 19 maggio 2014 hanno annunciato con una serie di fotografie promozionali il loro tour On the Road Again, formato da 19 nuovi concerti previsti per febbraio e marzo 2015 in Australia, Asia, Sudafrica e Emirati Arabi Uniti.

### Foure l'addio di Malik (2014-2015)
L'8 settembre 2014 il gruppo ha annunciato la pubblicazione del quarto album in studio Four, permettendo di scaricare gratuitamente per 24 ore un brano del disco: Fireproof. La canzone viene scaricata 1.100.000 volte battendo ogni record di download.
Il 15 settembre gli One Direction hanno comunicato che il singolo apripista dell'album, Steal My Girl, sarebbe uscito il 29 settembre, mentre l'album Four sarebbe uscito il 17 novembre. Inoltre, viene estratto un secondo singolo, Night Changes.
Il 7 dicembre registrano dagli studi di Amici di Maria De Filippi lo speciale televisivo Italia1D - One Direction - Roma Dicembre 2014, andato in onda su Italia 1 il 18 dicembre 2014.
All'album è seguito il tour On the Road Again, durante il quale Zayn Malik ha deciso di non continuare a partecipare a causa di un forte stress che lo aveva colpito. Il 25 marzo 2015 lo stesso Malik ha annunciato il suo distacco dal gruppo. In seguito a ciò, gli stessi One Direction, attraverso un comunicato pubblicato su Facebook, hanno annunciato che avrebbero proseguito il tour con i quattro componenti rimasti e che registreranno e pubblicheranno un quinto album al termine del 2015.

### L'ultimo albumMade in the A.M.(2015-2016)

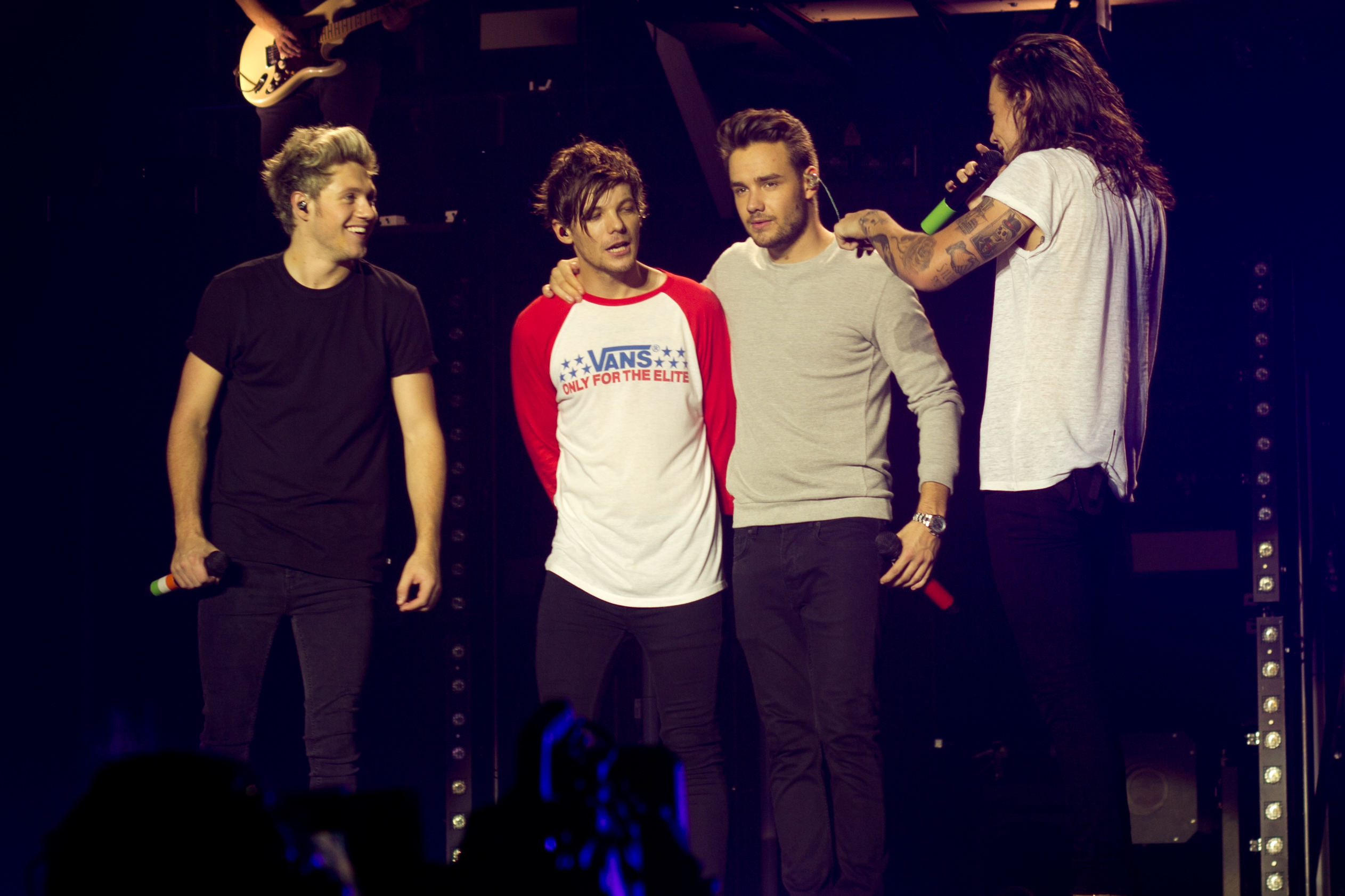
Gli One Direction mentre si esibiscono a Birmingham durante la leg europea dellOn the Road Again Tour.

Il 31 luglio 2015 il gruppo ha pubblicato per il download digitale il singolo Drag Me Down, il primo senza Zayn Malik. Il singolo ha un successo senza precedenti: dopo neanche tre giorni dalla sua pubblicazione, esso ha raggiunto la prima posizione su iTunes in 82 Paesi del mondo ed è divenuto il primo nella storia della musica a debuttare direttamente in vetta su Spotify, dove ha registrato oltre 4,75 milioni di ascolti in un solo giorno e ha superato il primato presieduto in precedenza da See You Again di Wiz Khalifa con Charlie Puth. Il relativo videoclip è stato pubblicato il 20 agosto 2015 attraverso il canale Vevo del gruppo.
Il 25 agosto 2015, in seguito ad alcune voci inerenti a un possibile scioglimento del gruppo, Niall Horan ha spiegato che il quartetto si sarebbe preso un periodo di pausa a partire da marzo 2016, dopo aver concluso gli impegni promozionali inerenti all'uscita del quinto album, previsto per Natale 2015 e per il quale non sarà prevista una tournée.
Il 22 settembre 2015 il quartetto ha rivelato il titolo, la copertina e il numero delle tracce del quinto album, Made in the A.M., pubblicato il 13 novembre 2015; contemporaneamente all'annuncio è stato reso disponibile per l'ascolto il brano Infinity. Il 16 ottobre è stato pubblicato il secondo singolo Perfect, seguito dal sopracitato Infinity e da History, pubblicati come singoli il 4 dicembre 2015 e il 4 febbraio 2016. Dal 2016 il gruppo è caduto in inattività, con l'avvio delle carriere soliste dei rispettivi componenti.

### Eventi successivi
Nel 2020, per celebrare i dieci anni dalla formazione del gruppo, gran parte dei loro videoclip sono stati ripubblicati in formato 4K; contemporaneamente sono stati resi disponibili quattro EP celebrativi della loro carriera: Acoustic EP, Live EP, Rarities EP e Remixes EP.
Il 16 ottobre 2024, all'età di 31 anni, Liam Payne è stato ritrovato senza vita (parrebbe sotto effetto di stupefacenti) a seguito di una caduta dal balcone di un hotel a Buenos Aires (le dinamiche precedenti alla morte sono ancora da chiarire).

## Stile musicale
L'album di debutto del gruppo, Up All Night (2011), è una registrazione basata prevalentemente sulla musica pop, anche con elementi teen pop, dance pop, pop rock, e power pop, e con influenze del elettropop e del rock. Robert Cospey di Digital Spy ha definito l'album come una «collezione di pop rock con ritornelli killer», mentre The New York Times lo ha considerato «pieno di un rock piegato dal pop, allegro e qualche volta pulito». Invece Jason Lipshutz di Billboard ha riconosciuto che nell'album c'è un'originalità nel suono che era «necessaria per far rivitalizzare la giovane band». I brani One Thing e What Makes You Beautiful sono stati più notati per il loro misto di power pop e pop rock, per i loro riff simili ad una «centrale elettrica» e per i ritornelli «impetuosi».
Il loro secondo album, Take Me Home (2012), è caratterizzato sempre da uno stile pop rock, con molta prevalenza di riff, sintetizzatori, doppi sensi afferenti a rapporti sessuali, messaggi e suoni trasmessi omogenei tra loro, e l'uso dell'Auto-Tune per la correzione del pitch. Alexis Petridis del The Guardian ha considerato il loro suono come «energico, rafforzato dai sintetizzatori, quasi sulla scia della new wave degli anni ottanta, pesante su ritmi tagliati e il ciuf ciuf delle chitarre, che è almeno un passo in avanti rispetto al surrogato dell'R&B, che un tempo era la triste sorte di molte boyband». Jon Caramanica del New York Times lo ha definito «molto meno tecnico» rispetto all'album di debutto, anche se dal punto di vista sonoro e dei testi è molto simile. I testi dell'album trattano temi come l'innamoramento, l'amore non ricambiato, l'insistenza sul fatto che i difetti rendono unica una persona, l'impegno, la gelosia e la nostalgia per eventi significativi del passato.

## Formazione

### Ultima
- Niall Horan – voce, chitarra acustica (2010-2016; 2020)
- Harry Styles – voce (2010-2016; 2020)
- Louis Tomlinson – voce (2010-2016; 2020)
- Liam Payne – voce (2010-2016; 2020)

### Membri passati
- Zayn Malik – voce (2010-2015)

## Discografia
- 2011 – Up All Night
- 2012 – Take Me Home
- 2013 – Midnight Memories
- 2014 – Four
- 2015 – Made in the A.M.

## Tournée
- 2011/12 – Up All Night Tour
- 2013 – Take Me Home Tour
- 2014 – Where We Are Tour
- 2015 – On the Road Again Tour

## Riconoscimenti
| Anno | Cerimonia                 | Categoria                               | Nomination                         | Risultato       |
| ---- | ------------------------- | --------------------------------------- | ---------------------------------- | --------------- |
| 2011 | 4Music Awards             | Best Group                              | One Direction                      | Vincitore/trice |
| 2011 | 4Music Awards             | Best Breakthrough                       | One Direction                      | Vincitore/trice |
| 2011 | 4Music Awards             | Best Video                              | What Makes You Beautiful           | Vincitore/trice |
| 2012 | BRIT Awards               | Best British Single                     | What Makes You Beautiful           | Vincitore/trice |
| 2012 | UK Kids' Choice Awards    | Favorite UK Newcomer                    | One Direction                      | Vincitore/trice |
| 2012 | UK Kids' Choice Awards    | Favorite UK Band                        | One Direction                      | Vincitore/trice |
| 2012 | TRL Awards                | Best fans                               | One Direction                      | Candidato/a     |
| 2012 | MuchMusic Video Awards    | UR Fave: International Artist           | One Direction                      | Candidato/a     |
| 2012 | MuchMusic Video Awards    | International Video of the Year — Group | One Thing                          | Candidato/a'    |
| 2012 | MuchMusic Video Awards    | Most Streamed Video of the Year         | What Makes You Beautiful           | Candidato/a     |
| 2012 | Teen Choice Awards        | Choice Music: Breakout Group            | One Direction                      | Vincitore/trice |
| 2012 | Teen Choice Awards        | Summer Music Star: Group                | One Direction                      | Vincitore/trice |
| 2012 | Teen Choice Awards        | Choice Love Song                        | What Makes You Beautiful           | Vincitore/trice |
| 2012 | NME Awards                | Worst Album                             | Up All Night                       | Candidato/a     |
| 2012 | NME Awards                | Worst Band                              | One Direction                      | Vincitore/trice |
| 2012 | Kerrang! Awards           | Villan of the Year                      | One Direction                      | Candidato/a     |
| 2012 | MTV Video Music Awards    | Best Pop Video                          | What Makes You Beautiful           | Vincitore/trice |
| 2012 | MTV Video Music Awards    | Best New Artist                         | One Direction                      | Vincitore/trice |
| 2012 | MTV Video Music Awards    | Most Share-Worthy Video                 | What Makes You Beautiful           | Vincitore/trice |
| 2012 | BBC Radio 1 Teen Awards   | Best British Single                     | One Thing                          | Vincitore/trice |
| 2012 | BBC Radio 1 Teen Awards   | Best British Album                      | Up All Night                       | Vincitore/trice |
| 2012 | BBC Radio 1 Teen Awards   | Best British Music Act                  | One Direction                      | Vincitore/trice |
| 2012 | MTV Europe Music Awards   | Best British-Ireland Act                | One Direction                      | Vincitore/trice |
| 2012 | MTV Europe Music Awards   | Biggest Fan                             | One Direction                      | Vincitore/trice |
| 2012 | MTV Europe Music Awards   | Best New                                | One Direction                      | Vincitore/trice |
| 2013 | BRIT Awards               | BRITs Global Success Award              | One Direction                      | Vincitore/trice |
| 2013 | BRIT Awards               | British Group                           | One Direction                      | Candidato/a     |
| 2013 | Kids' Choice Awards       | Best Group                              | One Direction                      | Vincitore/trice |
| 2013 | Kids' Choice Awards       | Best Song                               | What Makes You Beautiful           | Vincitore/trice |
| 2013 | Radio Disney Music Awards | Best Music Group                        | One Direction                      | Vincitore/trice |
| 2013 | Radio Disney Music Awards | Fiercest Fans                           | One Direction                      | Vincitore/trice |
| 2013 | ARIA Music Awards         | Best International Artist               | One Direction                      | Vincitore/trice |
| 2013 | Teen Choice Awards        | Choice Music Group                      | One Direction                      | Vincitore/trice |
| 2013 | Teen Choice Awards        | Choice Love Song                        | Little Things                      | Vincitore/trice |
| 2013 | Teen Choice Awards        | Choice Single: Group                    | Live While We're Young             | Vincitore/trice |
| 2013 | Teen Choice Awards        | Choice Summer Tour                      | Take Me Home Tour                  | Vincitore/trice |
| 2013 | MTV Video Music Awards    | Best Song Of The Summer                 | Best Song Ever                     | Vincitore/trice |
| 2013 | BBC Radio 1 Teen Awards   | Best British Group                      | One Direction                      | Vincitore/trice |
| 2013 | BBC Radio 1 Teen Awards   | Best British Single                     | Best Song Ever                     | Vincitore/trice |
| 2013 | MTV Europe Music Awards   | Biggest Fan                             | One Direction                      | Candidato/a     |
| 2013 | MTV Europe Music Awards   | Best Pop                                | One Direction                      | Vincitore/trice |
| 2013 | MTV Europe Music Awards   | Best British-Ireland Act                | One Direction                      | Vincitore/trice |
| 2013 | MTV Europe Music Awards   | Best Look                               | Harry Styles                       | Vincitore/trice |
| 2013 | American Music Award      | Favorite Pop/Rock Album                 | Take Me Home                       | Vincitore/trice |
| 2013 | American Music Award      | Favorite Pop/Rock Band/Duo/Group        | One Direction                      | Vincitore/trice |
| 2013 | NME Awards                | Worst Band                              | One Direction                      | Vincitore/trice |
| 2013 | NME Awards                | Villain of The Year                     | Harry Styles                       | Vincitore/trice |
| 2014 | People's Choice Awards    | Favorite Band                           | One Direction                      | Vincitore/trice |
| 2014 | People's Choice Awards    | Favorite Music Fan Following            | Directioners                       | Candidato/a     |
| 2014 | Juno Awards               | International Album of the Year         | Take Me Home                       | Candidato/a     |
| 2014 | BRIT Awards               | British Group                           | One Direction                      | Candidato/a     |
| 2014 | BRIT Awards               | Global Success Award                    | One Direction                      | Vincitore/trice |
| 2014 | BRIT Awards               | British Single of The Year              | One Way or Another (Teenage Kicks) | Candidato/a     |
| 2014 | BRIT Awards               | British Video                           | Best Song Ever                     | Vincitore/trice |
| 2014 | Kids' Choice Awards       | Favourite Music Group                   | One Direction                      | Vincitore/trice |
| 2014 | Kids' Choice Awards       | Favourite Song                          | Story of My Life                   | Vincitore/trice |
| 2014 | NME Awards                | Worst Band                              | One Direction                      | Candidato/a     |
| 2014 | NME Awards                | Villain of The Year                     | Harry Styles                       | Vincitore/trice |
| 2014 | Billboard Music Awards    | Top Duo/Group                           | One Direction                      | Candidato/a     |
| 2014 | Billboard Music Awards    | Top Billboard 200 Artist                | One Direction                      | Candidato/a     |
| 2014 | Billboard Music Awards    | Top Social Artist                       | One Direction                      | Candidato/a     |
| 2014 | World Music Awards        | World's Best Group                      | One Direction                      | Vincitore/trice |
| 2014 | World Music Awards        | World's Best Pop Act                    | One Direction                      | Vincitore/trice |
| 2014 | World Music Awards        | World's Best Selling Recording Act      | One Direction                      | Vincitore/trice |
| 2014 | World Music Awards        | Best Selling British Act                | One Direction                      | Vincitore/trice |
| 2014 | Teen Choice Awards        | Choice Music Group                      | One Direction                      | Vincitore/trice |
| 2014 | Teen Choice Awards        | Choice Male Hottie                      | One Direction                      | Vincitore/trice |
| 2014 | Teen Choice Awards        | Choice Smile                            | Harry Styles                       | Vincitore/trice |
| 2014 | Teen Choice Awards        | Choice Song: Group                      | Story of My Life                   | Vincitore/trice |
| 2014 | Teen Choice Awards        | Choice Love Song                        | You and I                          | Vincitore/trice |
| 2014 | Teen Choice Awards        | Choice Breakup Song                     | Story of My Life                   | Vincitore/trice |
| 2014 | MTV Europe Music Awards   | Biggest Fan                             | One Direction                      | Vincitore/trice |
| 2014 | MTV Europe Music Awards   | Best Pop                                | One Direction                      | Vincitore/trice |
| 2014 | MTV Europe Music Awards   | Best Live                               | One Direction                      | Vincitore/trice |
| 2014 | MTV Europe Music Awards   | Best British-Ireland Act                | One Direction                      | Vincitore/trice |
| 2014 | MTV Europe Music Awards   | Best WorldWide Act                      | One Direction                      | Candidato/a     |
| 2014 | American Music Award      | Favorite Pop/Rock Band/Duo/Group        | One Direction                      | Vincitore/trice |
| 2014 | American Music Award      | Favorite Pop/Rock Album                 | Midnight Memories                  | Vincitore/trice |
| 2014 | American Music Award      | Artists of the Year                     | One Direction                      | Vincitore/trice |
| 2015 | BRIT Awards               | British Group                           | One Direction                      | Candidato/a     |
| 2015 | BRIT Awards               | British Video                           | You & I                            | Vincitore/trice |
| 2015 | Kids' Choice Awards       | Favorite Band                           | One Direction                      | Vincitore/trice |
| 2015 | Billboard Music Awards    | Top Artist                              | One Direction                      | Candidato/a     |
| 2015 | Billboard Music Awards    | Top Billboard 200 Artist                | One Direction                      | Candidato/a     |
| 2015 | Billboard Music Awards    | Top Touring Artist                      | One Direction                      | Vincitore/trice |
| 2015 | Billboard Music Awards    | Top Group                               | One Direction                      | Vincitore/trice |
| 2015 | MTV Europe Music Awards   | Best British-Ireland Act                | One Direction                      | Candidato/a     |
| 2015 | MTV Europe Music Awards   | Biggest Fan                             | One Direction                      | Candidato/a     |
| 2015 | MTV Europe Music Awards   | Best Pop                                | One Direction                      | Vincitore/trice |
| 2015 | American Music Award      | Artist of the Year                      | One Direction                      | Vincitore/trice |
| 2015 | American Music Award      | Favorite Pop/Rock Band/Duo/Group        | One Direction                      | Vincitore/trice |
| 2016 | BRIT Awards               | British Group                           | One Direction                      | Candidato/a     |
| 2016 | BRIT Awards               | British Artist Video                    | Drag Me Down                       | Vincitore/trice |